# Ramon Tribulietx
Ramon Tribulietx (Barcelona, 20 de septiembre de 1972) es un entrenador de fútbol español. Actualmente dirige al FC Akron Tolyatti de la Segunda División de Rusia.

## Carrera
Comenzó su carrera como entrenador en UE Figueres y UE Castelldefels. En 2008 se convirtió en el asistente del entrenador Paul Posa en el Auckland City. En la temporada 2009-10, cuando Posa dejó el cargo, fue co-entrenador junto con Aaron Mcfarland, ganando la Liga de Campeones de la OFC. En 2010 pasó a ser el único director técnico y llevó al club a ganar en repetidas ocasiones tanto el campeonato continental como la liga nacional y la Charity Cup.
Tribulietx estuvo a cargo del Auckland City desde la temporada 2010-11 hasta la temporada 2018-19, equipo en el que se convirtió en el cuarto entrenador con más títulos ganados del siglo XXI tan solo superado por Josep Guardiola, Mircea Lucescu y Jose Mourinho. Además, el entrenador catalán también tiene el record mundial de más títulos ganados en competiciones continentales, ganando siete Ligas de Campeones de la OFC de manera consecutiva.
En enero de 2022, firma por el FC Akron Tolyatti de la Segunda División de Rusia.

### Clubes
| Club                        | País          | Año               |
| --------------------------- | ------------- | ----------------- |
| UE Figueres                 | España        | 2006 - 2007       |
| UE Castelldefels            | España        | 2007 - 2008       |
| Auckland City (asistente)   | Nueva Zelanda | 2008 - 2010       |
| Auckland City Football Club | Nueva Zelanda | 2010 - 2019       |
| FC Akron Tolyatti           | Rusia         | 2022 - Actualidad |

## Palmarés

### Campeonatos nacionales
| Título           | Equipo        | País          | Año     |
| ---------------- | ------------- | ------------- | ------- |
| Charity Cup      | Auckland City | Nueva Zelanda | 2011    |
| Charity Cup      | Auckland City | Nueva Zelanda | 2013    |
| ASB Premiership  | Auckland City | Nueva Zelanda | 2013-14 |
| ASB Premiership  | Auckland City | Nueva Zelanda | 2014-15 |
| Charity Cup      | Auckland City | Nueva Zelanda | 2015    |
| ISPS Premiership | Auckland City | Nueva Zelanda | 2017-18 |
| Charity Cup      | Auckland City | Nueva Zelanda | 2016    |
| Charity Cup      | Auckland City | Nueva Zelanda | 2018    |

### Campeonatos internacionales
| Título                      | Equipo        | País          | Año     |
| --------------------------- | ------------- | ------------- | ------- |
| Liga de Campeones de la OFC | Auckland City | Nueva Zelanda | 2010-11 |
| Liga de Campeones de la OFC | Auckland City | Nueva Zelanda | 2011-12 |
| Liga de Campeones de la OFC | Auckland City | Nueva Zelanda | 2013    |
| Liga de Campeones de la OFC | Auckland City | Nueva Zelanda | 2014    |
| Liga de Campeones de la OFC | Auckland City | Nueva Zelanda | 2015    |
| Liga de Campeones de la OFC | Auckland City | Nueva Zelanda | 2016    |
| Liga de Campeones de la OFC | Auckland City | Nueva Zelanda | 2017    |

### Campeonatos internacionales amistosos
| Título                    | Equipo        | Final         | Año  |
| ------------------------- | ------------- | ------------- | ---- |
| Copa Presidente de la OFC | Auckland City | Nueva Zelanda | 2014 |